# 판진시
판진시(盘锦市)는 중국 랴오닝성에 위치하는 지급시이다. 중국 제3의 유전인 랴오허 유전(遼河油田), 수광 유전(曙光油田), 싱룽타이 유전(興隆臺油田), 가오성 유전(高昇油田) 등 많은 유전과 석유 정제공장이 있다.

## 지리와 기후
판진은 랴오닝성 서부와 랴오둥반도 사이의 평원에 위치해있다. 솽타이쯔허강은 도시로 흐르기 전에 랴오허강으로 물길을 바꾸어 흐른다. 도시를 통과한 후에는 랴오둥만으로 흘러든다. 랴오허강은 판진과 잉커우의 경계의 기준이 된다. 판진은 진저우 및 안산과도 접하고 있다.
사계절이 뚜렷하고 연평균 기온은 9.8°C이며 연 일조량은 2,700시간 정도이다.
| 판진시 (1991년~2020년)의 기후 | 판진시 (1991년~2020년)의 기후 | 판진시 (1991년~2020년)의 기후 | 판진시 (1991년~2020년)의 기후 | 판진시 (1991년~2020년)의 기후 | 판진시 (1991년~2020년)의 기후 | 판진시 (1991년~2020년)의 기후 | 판진시 (1991년~2020년)의 기후 | 판진시 (1991년~2020년)의 기후 | 판진시 (1991년~2020년)의 기후 | 판진시 (1991년~2020년)의 기후 | 판진시 (1991년~2020년)의 기후 | 판진시 (1991년~2020년)의 기후 | 판진시 (1991년~2020년)의 기후 |
| 월                            | 1월                           | 2월                           | 3월                           | 4월                           | 5월                           | 6월                           | 7월                           | 8월                           | 9월                           | 10월                          | 11월                          | 12월                          | 연간                          |
| ----------------------------- | ----------------------------- | ----------------------------- | ----------------------------- | ----------------------------- | ----------------------------- | ----------------------------- | ----------------------------- | ----------------------------- | ----------------------------- | ----------------------------- | ----------------------------- | ----------------------------- | ----------------------------- |
| 일평균 최고 기온 °C (°F)      | −3.1 (26.4)                   | 0.9 (33.6)                    | 7.4 (45.3)                    | 15.9 (60.6)                   | 22.4 (72.3)                   | 26.0 (78.8)                   | 28.4 (83.1)                   | 28.3 (82.9)                   | 24.3 (75.7)                   | 16.6 (61.9)                   | 6.6 (43.9)                    | −0.9 (30.4)                   | 14.4 (57.9)                   |
| 일일 평균 기온 °C (°F)        | −8.1 (17.4)                   | −4.1 (24.6)                   | 2.5 (36.5)                    | 10.7 (51.3)                   | 17.4 (63.3)                   | 22.1 (71.8)                   | 25.1 (77.2)                   | 24.5 (76.1)                   | 19.4 (66.9)                   | 11.7 (53.1)                   | 2.2 (36.0)                    | −5.5 (22.1)                   | 9.8 (49.7)                    |
| 일평균 최저 기온 °C (°F)      | −12.4 (9.7)                   | −8.5 (16.7)                   | −1.9 (28.6)                   | 5.9 (42.6)                    | 13.1 (55.6)                   | 18.8 (65.8)                   | 22.2 (72.0)                   | 21.2 (70.2)                   | 15.1 (59.2)                   | 7.2 (45.0)                    | −1.8 (28.8)                   | −9.5 (14.9)                   | 5.8 (42.4)                    |
| 평균 강수량 mm (인치)         | 4.2 (0.17)                    | 5.8 (0.23)                    | 11.6 (0.46)                   | 30.8 (1.21)                   | 54.2 (2.13)                   | 75.5 (2.97)                   | 153.6 (6.05)                  | 165.8 (6.53)                  | 53.3 (2.10)                   | 39.5 (1.56)                   | 20.5 (0.81)                   | 6.9 (0.27)                    | 621.7 (24.49)                 |
| 평균 강수일수 (≥ 0.1 mm)      | 2.3                           | 2.3                           | 3.6                           | 5.1                           | 7.7                           | 10.3                          | 9.5                           | 9.4                           | 6.1                           | 5.4                           | 4.8                           | 2.6                           | 69.1                          |
| 평균 강설일수                 | 3.0                           | 2.9                           | 2.7                           | 0.8                           | 0                             | 0                             | 0                             | 0                             | 0                             | 0.3                           | 3.0                           | 3.5                           | 16.2                          |
| 평균 상대 습도 (%)            | 58                            | 56                            | 55                            | 56                            | 61                            | 72                            | 81                            | 80                            | 72                            | 66                            | 62                            | 61                            | 65                            |
| 평균 월간 일조시간            | 206.8                         | 209.0                         | 252.1                         | 253.6                         | 276.4                         | 232.7                         | 205.5                         | 220.1                         | 234.1                         | 217.8                         | 183.5                         | 187.2                         | 2,678.8                       |
| 가능 일조율                   | 69                            | 69                            | 68                            | 63                            | 62                            | 52                            | 45                            | 52                            | 63                            | 64                            | 63                            | 66                            | 61                            |
| 출처: 중국기상국              |                               |                               |                               |                               |                               |                               |                               |                               |                               |                               |                               |                               |                               |

## 역사
이 지역에는 구석기 시대의 주거 흔적이 발견되고있다. 1982년에는 판산현에서 신석기 시대 유적이 발견되었고, 돌도끼와 홍산 문화의 채색 토기 파편 등이 발견되었다.
전국 시대에 연나라가 고조선을 물리치고 요동 반도까지 영토를 확장하여 요하를 경계로 요동군, 요서군을 설치하였다. 당시 판진은 요동군에 속했고 진·후한시대에도 요동군에 속해 있었다. 삼국시대, 서진 시대에 창려군에 속했고, 남북조시대에는 영주에 속해 있었지만 이후 고구려의 영토가 되었다.
당나라가 고구려를 무너뜨린 후에는 영주에 편입되었다. 요나라때 거란이 동란국을 요양으로 옮기는 과정에서 옌볜 조선족 자치주 화룡에 설치되었던 중경현덕부를 이곳으로 강제이전시키고 현주를 세웠다. 이후에는 광녕에 속했다. 청나라는 해성현을 두고 이곳에 관영 방목장을 두었다. 청말, 금현, 광녕현, 신민청 등의 일부가 금주부가 되었고 그 일부로 반산청이 있었다.
1913년 반산청은 펑톈성(후에 랴오닝성) 판산현이 되었다. 만주국 성립 후, 1934년 진저우성의 일부가 되었다. 중화인민공화국 성립 후 잉커우시의 일부가 되었지만, 1984년 6월 5일 판진시가 신설되어 현재에 이른다.

## 경제
판진의 주요 산업은 정유업과 관광 그리고 벼농사이다.

## 주민
2007년 현재 128만 명이 거주하고 이 중 60만 명 정도가 시구에 거주한다.
민족 구성
- 한족 95.17%
- 만주족 3.01%
- 조선족 0.9%
- 후이족, 몽골족, 기타 0.92%

## 행정 구역
3개 구, 1개 현을 관할한다.
- 솽타이쯔구(双台子区)
- 싱룽타이구(兴隆台区)
- 다와구(大洼区)
- 판산현(盘山县)

## 같이 보기
- 저우융캉